# Robert Waley Cohen
Sir Robert Waley-Cohen (8 de septiembre de 1877, Londres, Reino Unido - Ibídem, 27 de noviembre de 1952) fue un industrial y destacado líder británico de origen judío.

## Biografía

### Primeros años
Provenía de una prominente familia judía, siendo nieto de Jacob Waley y primo de Arthur Waley. (Su hijo era Sir Bernard Waley-Cohen). Fue educado en Clifton College y en Emmanuel College, Cambridge.

### Carrera
Se unió a Shell Company, 1901 y negoció su fusión con Royal Dutch Oil Company, 1906. Fue director de la compañía fusionada y asistente principal de su director gerente. 
Fue el asesor petrolero del Consejo del Ejército durante la Primera Guerra Mundial, por la cual recibió la Orden del Imperio Británico, 1920. Se retiró de Shell en 1928, pero se convirtió en presidente de la Corporación de Comercio de África y el Este en 1929. Negoció una fusión con Níger Company en United Africa Company, 1929; Renunció en 1931. 
Aunque generalmente se oponía al sionismo, fue el principal creador de la Corporación Palestina (un conglomerado con diversos intereses comerciales diversos). Fue vicepresidente del University College de Londres y presidente de la  Sinagoga Unida. 
Fue incluido en 'El Libro Negro' de sujetos prominentes para ser arrestados en el caso de una exitosa invasión alemana de Gran Bretaña.

## Vida familiar y residencias
En 1904, Waley-Cohen se casó con Alice Violet Beddington, y la pareja tuvo dos hijos y una hija. 

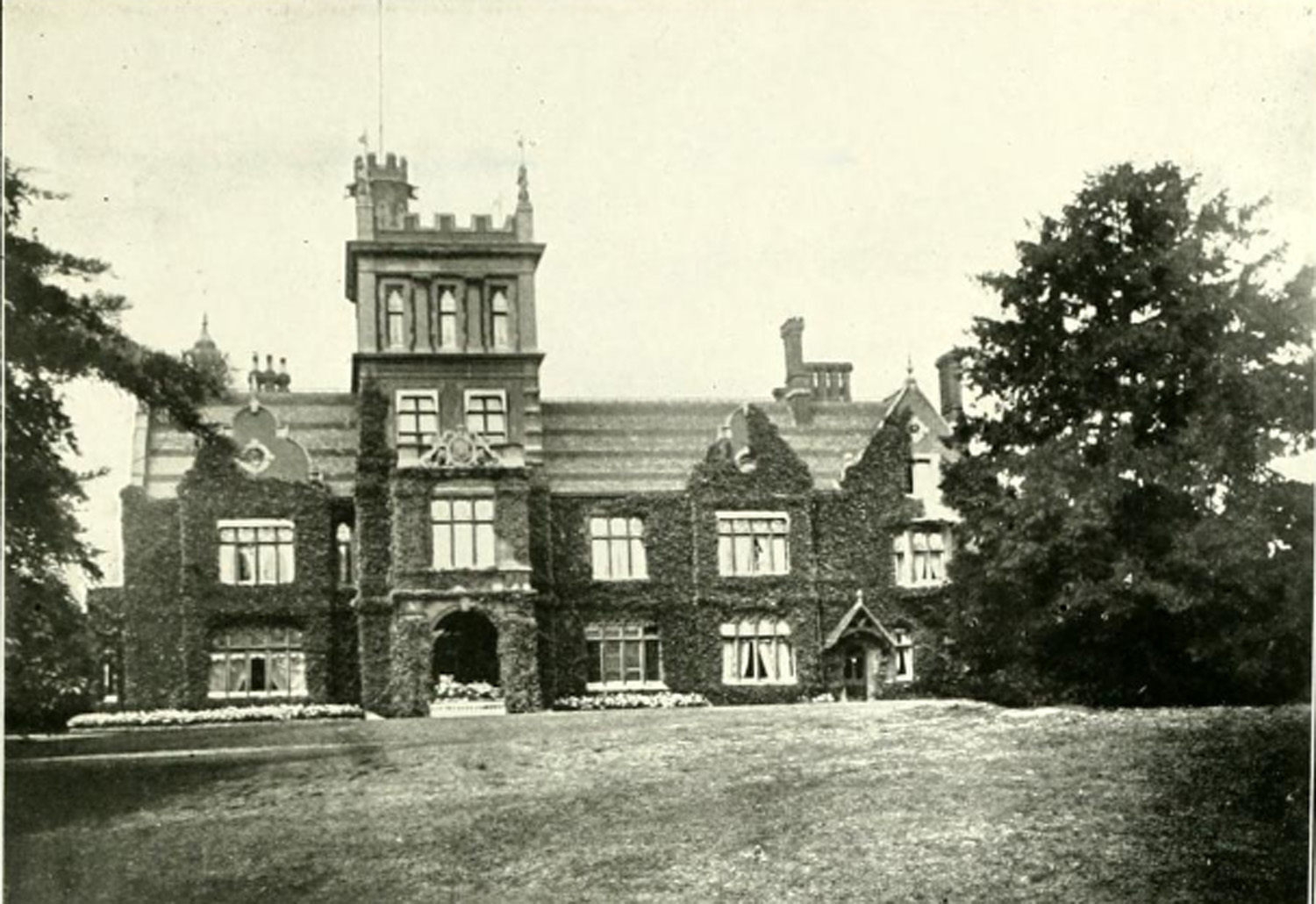
Caen Wood Towers, Highgate, Londres, c. 1920, residencia de Robert Waley-Cohen entre 1919 y 1942.

En 1919, Waley-Cohen compró Caen Wood Towers en el prestigioso suburbio de Highgate en el norte de Londres, donde la familia celebró numerosos eventos sociales; Lady Waley Cohen a menudo permitía que los jardines se usaran para festejos y fiestas para clubes de niñas y Boy Scouts, y para recaudar dinero para los menos afortunados.
Lady Waley Cohen murió en 1935, pero Sir Robert continuó viviendo en Caen Wood Towers hasta aproximadamente 1942, cuando fue tomada por la RAF y utilizada como la Escuela de Entrenamiento de Inteligencia. 
En 1924, Waley-Cohen alquiló a Earl Fortescue la finca Somerset de Honeymead, Simonsbath, en el páramo alto en el centro de Exmoor. Honeymead fue una de las primeras granjas construidas por John Knight poco después de su compra de la corona del antiguo bosque real en gran parte sin cultivar de Exmoor en 1818. 
En 1927, Waley-Cohen compró Honeymead con una propiedad de 1,745 acres, incluyendo Winstitchen Allotment y Exe Cleave Allotment, junto con las granjas de Pickedstones, Winstitchen y Red Deer (también conocido como Gallon House) y procedió a introducir técnicas modernas de cultivo. 
En 1961, el hijo de Robert, Bernard Waley-Cohen, fue creado un baronet "de Honeymead en el condado de Somerset". La finca todavía es propiedad en 2018 de sus descendientes.